# 1993 год в театре
1993 год в театре

## Яркие постановки
- 24 апреля — Государственный академический театр имени Евг. Вахтангова «Без вины виноватые» А. Н. Островского, постановка Петра Фоменко
- 10 ноября — Саратовский академический театр драмы «Чайка» А. П. Чехова, постановка Александра Дзекуна

## Знаменательные события
В Самаре основан театр «Камерная сцена».

## Персоналии

### Скончались
- 6 января — Рудольф Нуриев, один из самых выдающихся танцоров балета.
- 16 января — Ндрек Лука, албанский актёр театра и кино, режиссёр.
- 23 февраля — Михаил Майоров, советский актёр театра и кино, Народный артист РСФСР.
- 26 февраля — Марк Перцовский, советский актёр театра и кино, лауреат Сталинской премии, народный артист РСФСР.
- 20 марта — Рахиль Мессерер-Плисецкая, актриса немого кино, мать балерины Майи Плисецкой.
- 11 апреля — Вацлав Дворжецкий — советский и российский актёр театра и кино, Народный артист РСФСР.
- 20 мая — Шинкарук, Владимир Иванович, советский и украинский актёр. Народный артист Украины.
- 22 августа — Афанасий Салынский, драматург, киносценарист, главный редактор журнала «Театр».
- 16 сентября — Сильвия Попович, румынская актриса театра и кино.
- 2 декабря — Игорь Нефёдов, советский и российский актёр театра и кино.
- 28 декабря — Фрунзик Мкртчян, советский актёр театра и кино, народный артист Армянской ССР, Народный артист СССР.